# Consiglio supremo di guerra alleato
Il Consiglio supremo di guerra alleato fu un comando centrale voluto dal primo ministro britannico David Lloyd George per coordinare la strategia militare alleata durante la prima guerra mondiale. Venne fondato nel 1917 ed aveva sede a Versailles. Lo scopo del Consiglio fu di servire come luogo di dibattito per le discussioni preliminari dei termini dell'armistizio e fissare le condizioni del trattato di pace.

## Contenuti

### Costituzione
Lloyd George aveva gravi preoccupazioni riguardo alla strategia di Sir William Robertson, capo del General Staff Imperiale, e Sir Douglas Haig, Comandante in Capo della British Expeditionary Force, in seguito alle gravi perdite alleate nella battaglia della Somme e di Passchendaele.
A seguito della sconfitta italiana nella battaglia di Caporetto, in cui le truppe italiane vennero sorprese dalle truppe austro-ungariche e tedesche, Lloyd George propose la formazione del Consiglio alla Conferenza di Rapallo del 5-7 novembre 1917. Ogni nazione alleata avrebbe nominato un alto ufficiale militare come rappresentante nel Consiglio.
Il rappresentante francese fu Ferdinand Foch, poi sostituito da Maxime Weygand e Joseph Joffre. Gli inglesi furono rappresentati da Robertson, che in seguito si dimise e fu sostituito da Sir Henry Wilson Hughes. L'Italia fu rappresentata da Luigi Cadorna, gli Stati Uniti da Tasker H. Bliss.

## Incontri

### 14-16 gennaio 1920 a Parigi
Questo incontro ebbe luogo quattro giorni dopo la ratifica del Trattato di Versailles. Lloyd George propose di rimuovere il blocco all'URSS e dare avvio a negoziati con l'All-Russian Co-operative Society (ARCOS), la principale organizzazione di coordinamento del commercio Anglo-Sovietico. Questo venne concordato con un comunicato del Consiglio pubblicato il 16 gennaio. Di seguito i negoziati si ridussero tra il Regno Unito e ARCOS, che portarono ad un accordo commerciale anglo-sovietico.